# Ilse Kaschube
Ilse Kaschube (Altentreptow, RDA, 24 de junio de 1953) es una deportista de la RDA que compitió en piragüismo en la modalidad de aguas tranquilas.
Participó en los Juegos Olímpicos de Múnich 1972, obteniendo una medalla de plata en la prueba de K2 500 m. ganó dos medallas de oro en el Campeonato Mundial de Piragüismo en los años 1973 y 1974.

## Palmarés internacional
| Juegos Olímpicos   | Juegos Olímpicos          | Juegos Olímpicos | Juegos Olímpicos |
| Año                | Lugar                     | Medalla          | Evento           |
| ------------------ | ------------------------- | ---------------- | ---------------- |
| 1972               | Múnich (RFA)              | Medalla de plata | K2 500 m         |
| Campeonato Mundial |                           |                  |                  |
| Año                | Lugar                     | Medalla          | Evento           |
| 1973               | Tampere (Finlandia)       | Medalla de oro   | K2 500 m         |
| 1974               | Ciudad de México (México) | Medalla de oro   | K4 500 m         |